# Стэлинешть
Стэлинешть также Сталинешты (рум. Stălinești) — село в Окницком районе Молдавии. Наряду с селом Корестоуцы входит в состав коммуны Корестэуць.

## История
Сталинешты были основаны в первой половине XX века малоземельными крестьянами из района современного села Новоселица Черновицкой области Украины, которым румынские власти выделили землю. Во времена основания села территория Бессарабии входила в состав Румынии.

## География
Село расположено на высоте 238 метров над уровнем моря.

## Население
Данных о численности населения села Стэлинешть перепись населения 2004 года не содержит.